# Скарамангас
Скарамангас (грец. Σκαραμαγκάς), іноді Скараманга — містечко в Греції, в номі Афіни, підпорядковане муніципалітету Хаїдарі.

## Населення
| Рік  | Населення |
| ---- | --------- |
| 1991 | 2 606     |
| 2001 | 968       |

## Економіка
В Скарамангасі розташований суднобудівний завод Hellenic Shipyards, найбільший в Греції та Середземноморському регіоні в цілому. Через місто прокладені шляхопроводи для транспортування продуктів нафтопереробки заводу Aspropyrgos Refinery в сусідньому Аспропіргосі. Місто розташоване на схід від Елевсина, на південь від астобану Аттікі-Одос, за 20 км від Афін, на північ від Пірею і північний схід від Перами.